# Associazione Calcio Carpi 1936-1937
Questa pagina raccoglie le informazioni riguardanti l'Associazione Calcio Carpi nelle competizioni ufficiali della stagione 1936-1937.

## Stagione
Nella stagione 1936-1937 il Carpi ha disputato il girone A del campionato di Serie C. Con 20 punti si è piazzato in dodicesima posizione in classifica.

## Rosa
| N. |                   | Ruolo | Calciatore        |
| -- | ----------------- | ----- | ----------------- |
|    | Italia (bandiera) | C     | Enzo Artioli      |
|    | Italia (bandiera) | C     | Narciso Benetti   |
|    | Italia (bandiera) | A     | Ennio Bergonzini  |
|    | Italia (bandiera) | C     | Renzo Bergonzini  |
|    | Italia (bandiera) | P     | Albano Corradi    |
|    | Italia (bandiera) | A     | Emilio Dara       |
|    | Italia (bandiera) | C     | Tommaso De Pietri |
|    | Italia (bandiera) | A     | Cesare Franchini  |
|    | Italia (bandiera) | C     | Nunzio Gavioli    |
|    | Italia (bandiera) | D     | Walter Guandalini |
|    | Italia (bandiera) | D     | Guido Masserotti  |

| N. |                   | Ruolo | Calciatore         |
| -- | ----------------- | ----- | ------------------ |
|    | Italia (bandiera) | A     | Antonio Moretti    |
|    | Italia (bandiera) | P     | Alfio Negri        |
|    | Italia (bandiera) | P     | Arturo Policaro    |
|    | Italia (bandiera) | A     | Goffredo Sgarbi    |
|    | Italia (bandiera) | D     | Lidio Stefanini    |
|    | Italia (bandiera) | C     | Walter Sternieri   |
|    | Italia (bandiera) | D     | Giorgio Tedeschini |
|    | Italia (bandiera) | D     | Azio Vellani       |
|    | Italia (bandiera) | A     | Luciano Vezzani    |
|    | Italia (bandiera) | D     | Giovanni Villoresi |
|    | Italia (bandiera) | C     | Vivaldo Zironi     |